# نهضت نامه‌های ابریشمی

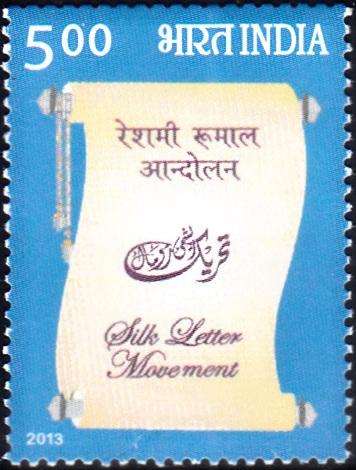
تمبر هند ۲۰۱۳

نهضت نامه‌های ابریشمی حرکتی سیاسی و مذهبی بود که به وسیلهٔ شخصی به نام محمود الحسن دیوبندی مشهور به شیخ الهندی بر ضد انگلیسی‌ها در هندوستان و شبه قاره صورت پذیرفت که دامنهٔ آن تا افغانستان و ایران کشیده شد. وی تحت تأثیر افکار سلف و گرایانه رهبران مدرسهٔ دیوبند هند قرار داشت و چون مکاتبات و نامه‌های رهبران این حرکت، بر روی پارچه‌هایی از جنس ابریشم نوشته می‌شد، این جنبش به نام نهضت نامه‌های ابریشمی نامیده شده‌است. این حرکت در جنگ جهانی اول با تأثیرپذیری از اتحاد عثمانیان و آلمانی‌ها، فعالیت‌هایی را به نفع آلمانی ها وعلیه منافع بریتانیا در منطقه خاورمیانه و هند انجام داد و عاقبت با کشف برخی از نامه‌های آنان توسط مأموران اداره و اطلاعات پنجاب وابسته به سازمان مخفی انگلیس، فعالیت‌های آنان فاش و ضربه‌هایی بر آنان وارد گردید. این حرکت به وسیلهٔ برخی از رهبران ناراضی مدرسهٔ دیوبند شکل گرفت که در آینده بیشترین تأثیرات را بر شکل‌گیری تفکرات مسلمانان شبه قاره گذاشت. نهضت نامه‌های ابریشمی توانست در ایران و افغانستان نیز هوادارانی پیدا کند و منافع انگلیسی‌ها را به مخاطره افکند. حتی پس از جنگ اول جهانی، نفوذ این گروه و طرز تفکر آنان افزایش بیشتری نیز یافت.

## نقش مسلمانان در شورش ۱۸۵۷ هندوستان
مسلمانان هندی در شورش ۱۸۵۷ م/۱۲۷۳ قمری نقش بسیار مهمی را برعهده داشتند؛ اگر چه اولین جرقه‌های این قیام به وسیلهٔ سربازان هندی زده شد، مسلمانان با دامن زدن به این ناآرامی‌ها، با سرعت خود رهبری شورش را به دست گرفتند. به همین دلیل اکثر محققان انگلیسی از واژهٔ مسلمان در آن زمان به عنوان عنصر متمرد و یاغی تعبیر نمودند. مسلمانان شورش ۱۸۵۷ را به قیامی جهت سرنگونی حکومت بریتانیا در هند تبدیل کردند. آنان پس از این شورش به نحو معجزه آسایی متحد شدند و در ژوئیه و سپتامبر ۱۸۵۷ دربرخی نقاط، قیام مسلحانهٔ شدیدی بر ضد بریتانیا تدارک دیدند و مسلمانی به نام و مصطفی در اسنوت به کمک یاران خویش، خسارت‌های قابل توجهی به انگلیسی‌ها وارد آورد. در جریان انقلاب، تمامی قشرهای مسلمان از طبقات مختلف جامعه و اقوام گوناگون برای سرنگونی بریتانیا همداستان شده بودند. به دلیل شرکت گستردهٔ مسلمانان در شورش هند، انگلیسی‌ها پس از سرکوب آن، سخت‌گیری بر مسلمانان را نسبت به هندوها شدت دادند و با تحت نظر گرفتن مسلمانان لحظه به لحظه بر فشارهای سیاسی، اجتماعی و اقتصادی خود افزودند. آنان اعضای خانوادهٔ بهادرشاه حکمران وقت از سلسلهٔ مغولان هند را اعدام و قتل‌عام کردند و بهادرشاه را به رانگون تبعید نمودند. مسلمانان شبه قاره پس از شورش خونین ۱۸۵۷ بر خلاف هندوها و سایر اقوام آنجا به مبارزه علیه بریتانیا ادامه دادند و با تأثیرپذیری از حوادث و وقایع صدر اسلام و سایر اندیشه‌های اسلامی همچون تبلیغ، هجرت و جهاد، اقتدار بریتانیا را در منطقه به چالش کشیدند. یکی از اولین حرکت‌های اعتراضی علیه انگلیسی‌ها در هندوستان، قیام اهالی ایالت «اود» بود. در سال ۱۱۲۰/۱۷۰۸ هجری دولت اود به وسیلهٔ میرمحمدامین نیشابوری ملقب به سعادت خان و برهان الملک تشکیل گردید. او به خانواده ای از سادات محترم نجف تعلق داشت که به وسیلهٔ شاه اسماعیل صفوی در خراسان در منصب قضاوت منصوب شد و بعدها به هندوستان مهاجرت کرد و پایه‌های حکومت خاندان نیشابوری اود را بنا نهاد. «بزودی با مهاجرت شیعیان کشمیر و سایر نقاط هند، سرزمین اود به کانون تشیع در هند تبدیل شد و همپای آن پوشاک و زبان و فرهنگ ایرانی رواج یافت. سرزمین اود همزمان با انقلاب هند، مورد هجوم انگلیسی‌ها قرار گرفت و اهالی اود دست به قیام زدند. رهبری انقلاب اود با احمد شاه مولوی، روحانی شهر فیض آباد بود که یک روحانی شجاع و محبوب و شیعی بود و و بیگم حضرت محل همسر وجید علی شاه (۱۸۴۸/۱۸۵۶) آخرین حکمران اود نیز، انقلاب را همراهی می‌کرد. مولوی احمد الله پس از جنگ های بسیاری علیه سلطهٔ انگلیس، به شهادت رسید و بیگم حضرت در رأس نیروهای خود به جنگ و گریز با نیروهای انگلیسی ادامه داد و عاقبت به نپال پناهنده شد. در تاریخ هند، این زن شجاع شیعه را به عنوان قهرمانی بزرگ ستوده‌اند. قیام شیعیان اود و دخالت و مشارکت آنان علیه سلطهٔ انگلیس، باعث گردید انگلیسی‌ها در صدد انقراض این دولت شیعه تبار برآیند. می‌توان گفت بنیان‌گذار حرکت‌های ضد سلطهٔ استعماری در هندوستان نیز، شیعیان بودند و از بین رفتن این سلسلهٔ حکومتی و انضمام اود به مستملکات بریتانیا را یکی از علل اصلی انقلاب هندوستان در سال ۱۸۵۷ می‌دانند. شهرهای لکهنو و کانپور (Cawnpore) در منطقهٔ اود از کانون‌های اصلی انقلاب و شورش بزرگ هند بودند و آنان سخت‌ترین مقاومت‌ها را در برابر تهاجم ارتش انگلیس ابراز داشتند. سابقهٔ مبارزه و جهاد اسلامی در هندوستان به قرن هجدهم میلادی برمی گردد. از این سال‌ها و در راستای هم، شیعیان و اهل سنت، مبارزه علیه سلطهٔ انگلستان را آغاز کردند. شاه ولی‌الله دهلوی یکی از علمای هند در نامه ای از احمدشاه ابدالی (حکمران افغانستان) دعوت کرد در راستای انجام فریضهٔ جهاد به هند حمله نماید و مسلمانان آنجا را از دست کفار رها سازد. فرزند وی شاه عبدالعزیز دهلوی، فتوایی مبنی بر دارالحرب بودن سرزمین هند صادر کرد و با این عمل از سال ۱۸۰۳ م / ۱۲۱۸ هجری سنگ بنای نهضت اسلامی هند را پایه‌ریزی نمود که قبل از شورش بزرگ هند که در سال ۱۸۵۷ م/۱۲۷۳ هجری به وقوع پیوست، مبارزاتی علیه انگلیسی‌ها شکل گرفت. شخصی به نام احمد شاه، نبردهای متعددی را در پیشاور به وجود آورد و تلفات قابل توجهی به نیروهای بریتانیایی وارد نمود؛ اما سرانجام با لشکر کشی گستردهٔ ارتش بریتانیا به مناطق سکونت وی، حرکت وی پایان پذیرفت. سید احمدشاه از سادات شهر بریلی هند است که تبارش با ۳۶ واسطه به امام حسن مجتبی (ع) می‌رسد. وی در زمرهٔ شاگردان شاه عبدالعزیز دهلوی جای گرفت. او برای ادامهٔ تحصیل به دهلی عزیمت کرد و به سید احمد برلوی مشهور گردید و شاگرد برجسته ای گردید. وی اولین روحانی مسلمان شناخته می‌شود که فتوای جهاد علیه استعمار بریتانیا را صادر کرد و از سال ۱۸۱۷ سفرهای تبلیغی در هند را آغاز کرد و مسلمانان را به بازگشت به اسلام اصیل و اعادهٔ اعتبار و اقتدار گذشته دعوت نمود. وی گروه «طریقت محمدیه» را تأسیس کرد. با شکست شورش هند، برخی از افراد مانند مولانا محمد قاسم نانوتوی و مولانا رشید احمد گنگوزهی در تاریخ ۱۸۶۷ م/۱۲۸۴ هجری در شهر دیوبند در نزدیکی دهلی، بنای مدرسه ای را ریختند که در آینده تأثیر زیادی بر تفکرات مسلمانان شبه قاره و منطقه بر جای نهاد. این مدرسهٔ شبانه‌روزی «دارالعلوم دیوبند» نام گرفت. آنان گروه‌های بسیاری را علیه حکومت بریتانیا در هند تربیت کردند و به زودی افکار رهبران مدرسهٔ دیو بند در سرزمین‌های دیگر گسترده شد و قیام‌هایی را به وجود آورد. این حرکت‌ها نشان می‌دهد در بین شیعیان و اهل سنت شبـه قاره، یک درد و تنفر مشترک نسبت به تسلط انگلیسی‌ها وجود داشته که در نهایت منجر به قیام ۱۸۵۷ هند گردید؛ گرچه این قیام به وسیلهٔ انگلیسی‌ها سرکوب شد، زمینه‌های شکل‌گیری نهضت‌ها و حرکت‌هایی شد که همزمان با جنگ جهانی اول، دوباره خود را نشان داد.

## نهضت نامه‌های ابریشمی
همان‌طور که اشاره شد در سال ۱۲۸۴/۱۸۶۷ قمری در نزدیکی دهلی، مدرسهٔ دیوبند به وجود آمد. پس از این که تبلیغات ضد انگلیسی رهبران مدارس دیوبند از هندوستان تا مرزهای شمالی و غربی هند یعنی افغانستان وبلوچستان گسترده شد و قیام‌های متعدد بر ضد انگلستان صورت پذیرفت، یکی از رهبران مسلمان هند به نام «محمودالحسن دیوبند» معروف به «شیخ الهند» بر ضد بریتانیا قد علم کرد و پرچم مبارزه و جهاد بر ضد استعمار را به دوش گرفت تا با شکست و اخراج انگلیسی‌ها، حکومتی تشکیل داده و زمام امور مسلمانان هند را به دست خودشان بسپارد. نهضت نامه‌های ابریشمی، حرکتی است که به وسیلهٔ محمود الحسن شکل گرفت و رهبران مسلمانان مدارس دیو بند در هندوستان، آن را سازماندهی نمودند. به این جنبش از آن جهت عنوان «نهضت نامه‌های ابریشمی» دادند؛ چون نامه‌های ارسالی یکی از اعضای گروه به رهبر نهضت در حجاز و ایران به وسیلهٔ جاسوسان انگلیسی درادارهٔ اطلاعات پنجاب کشف شد و این نامه بر روی پارچه‌های ابریشمی نوشته شده بود، حرکت فوق به نهضت نامه‌های ابریشمی معروف گردید. در شبه قاره، این نهضت به نام «تحریک ریشمی رومال» نامیده می‌شود. تحریک به معنای حرکت، نهضت و جنبش است و رومال همان حوله و دستمال است. در زبان اردو به این نهضت «گلوبند چس» یا گلوبند جس نیز گفته شده‌است. این حرکت در هندوستان طرح‌ریزی شده بود که از مرزهای شمال غربی هند به هندوستان حمله شود و مسلمانان آن مناطق نظام حکومت انگلستان را در هند نابود سازند. نهضت نامه های ابریشمی، اولین حرکت برای آزادی هند بود.

## اهداف نهضت ریشمی رومال
هدف اصلی رهبران جنبش آن بود که با تبلیغات و مهاجرت مجاهدین مسلمان هند به سوی مرزهای شمالی و غربی هند، این حرکت را به مناطق همجوار آن جا یعنی افغانستان و بلوچستان بکشانند. هدف دیگر آنان احیای احکام الهی و سنت‌های رسول اکرم (ص) در زمینه‌های فردی و اجتماعی بود. آنان همچنین خواهان برپایی خلافت اسلامی بودند. برانگیختن مردم در برابر استعمار انگلیس و جلوگیری از مداخلات ناروای بریتانیا از جمله درخواست‌های دیگر آنان بود. تحریم شرکت در ارتش و نیروهایی که بریتانیا در منطقه داشت و همچنین تحریم و عدم استفاده از مصنوعات انگلیسی‌ها با هدف وارد نمودن ضربه اقتصادی بر آنان، از جمله اهداف دیگری بود که سران نهضت نامه های ابریشمی دنبال می‌کردند. نامه‌هایی را که جاسوسان انگلیسی کشف نمودند، به خط و زبان فارسی از طرف مولانا عبیدالله سندی از رهبران طراز اول نهضت به محمود الحسن (شیخ الهند) در حجاز و تنی چند از افراد دیگر گروه در ایران و سایر مناطق نوشته شده بود و در آن‌ها علاوه بر برنامه‌های آتی نهضت، به اسامی تعدادی از مقامات همراه در کشورهایی چون عثمانی، افغانستان و حجاز نیز اشاره گردیده بود و نام بسیاری از اعضای فعال گروه نیز در آن‌ها درج گردیده بود. فعالیت‌های پان اسلامیستی در هندوستان که از مدت‌ها قبل سازماندهی گردیده بود، اکنون به یک مشکل بزرگ برای بریتانیا تبدیل گردیده بود. رهبران جنبش پان اسلامی در هند با مظلوم نمایی عثمانی در جنگ‌های بالکان و یادآوری حملهٔ ایتالیا به لیبی در پی این بود تا مسلمانان هند را به این اندیشه و فکر وادارد که بریتانیا در اندیشهٔ چیره شدن بر فرهنگ اسلامی و نابودی آن و خوار و لگدمال نمودن مسلمانان است.

## نهضت نامه‌های ابریشمی و جنگ جهانی اول
محسوب می منطقه از آن جا که این جنبش، حرکتی جهانی برای برپایی خلافت اسلامی و احیای اسلام شد، همزمان با جنگ جهانی اول و ورود عثمانی به جنگ، تحولات جدیدی ی خاورمیانه به وقوع پیوست. نهضت با شروع جنگ جهانی اول در ۱۳۳۲/۱۹۱۴ در فعالیت‌های خود را گسترش داد. آنان قصد داشتند با دریافت مساعدت‌هایی از کشورهای عثمانی، آلمان و افغانستان شورش سراسری را در میان مسلمانان هند و مرزهای شمالی و غربی آن کشور چون افغانستان و بلوچستان بر ضد بریتانیا راه اندازی نمایند. مسلم است که بایستی حرکت‌ها و جنبش‌های به وجود آمده در منطقه را با مسائل و طرح‌های بزرگتری که در سطح جهانی وجود داشت، هماهنگ دانست. نقش آلمانی‌ها در برانگیختن و تحریک مسلمانان همزمان با جنگ جهانی اول، قابل توجه است. هدف اصلی آلمانی‌ها، آن بود که با گذر از ایران و افغانستان و برای نفوذ در هندوستان تا آنجا که امکان‌پذیر است از وجود ناراضیان محلی و مسلمانان استفاده نموده و آنان را علیه انگلیس و منافع آن‌ها در هندوستان برانگیزند. برای رسیدن به این هدف اقدامات متفاوتی از قبیل اتحاد با دولت عثمانی، ایجاد رابطه با گروه‌های مسلمانان ناراضی و اعزام هیئت‌های مختلف انجام دادند. در این راستا پنج یا هفت هیئت را از طریق ایرن به افغانستان اعزام نمودند که برخی از مأموران آلمانی به نام‌های نید مایر (Nider mayer) واسموسو زوگمایر (Zogmayer) به ایران وارد شدند. گروه زوگمایر به نام گروه بلوچستان» معروف بود. وی ابتدا مقام کنسولی شهر اصفهان را پوشش کار خود قرار داده و در صدد بود با عبور از کرمان و ورود به بلوچستان قبایل این مناطق را علیه انگلی بشوراند. نقشهٔ حضور آلمانی‌ها در ایران را می‌توان نتیجهٔ تصمیمی دانست که از جانب عثمانی‌ها آغاز شد. پس از امضای قراردادی در دوم اوت ۱۹۱۴/دهم رمضان ۱۳۳۲ هجری، انور پاشا، وزیر جنگ عثمانی، تصمیم گرفت هیأتی را از راه ایران عازم افغانستان و هندوستان نماید تا حبیب‌الله خان، پادشاه افغانستان را به جهاد علیه انگلیسی‌ها در هندوستان تر غیب نماید. به هر صورت درگیر شدن ایران و هند در جریان جنگ جهانی اول، نتیجهٔ تصمیمی بود که از جانب آلمان و عثمانی اتخاذ شد. آلمان یک کمیته به نام «کمیتهٔ هندی برلین» به وجود آورده بود که برای آزادی هند مبارزه می‌نمود. هیئت‌های اعزامی مرکب از عوامل آلمانی-ترک و هندی به سوی مرزهای هند، افغانستان و بلوچستان اعزام شد تا قبایل مسلمان این مناطق را بر ضد بریتانیا دعوت به قیام و جهاد نماید. مولانا عبید الله سندی که معاون‌ها سسی اصلی محمود الحسن بود، در افغانستان با عوامل آلمانی و ترک، ملاقات مهمی انجام داد و قرار شد گروه‌های اسلامی به همراه وابستگان و علمای منطقه در افغانستان و مناطق مرزی هند همچون بلوچستان، قبایل جنگجوی منطقه را برای جهاد بر ضد بریتانیا دعوت نمایند. محمدنعیم قریشی به اقامت موقت رهبر نهضت نامه های ابریشمی در ایران اشاره دارد. رهبر نهضت نامه‌های ابریشمی محمود الحسن در دوم شوال ۱۳۳۳ ق/اگوست ۱۹۱۵ م از دیوبند عازم حجاز گردید و پس از استقرار در آنجا، با انور پاشا و جمال پاشا، دو تن از مقامات ارشد عثمانی دیدار نمود و نامه‌هایی را با امضای آن دو نفر و تأیید خود به سه زبان فارسی، عربی و ترکی آماده نمود که در آن‌ها مردم مسلمان مرزهای شمالی و غربی هندوستان، افغانستان و بلوچستان به جهاد اسلامی همراه نیروهای عثمانی دعوت شده بودند. تبلیغات آلمان عثمانی به کمک عوامل مذهبی و قومی آن‌ها در ایران و سایر مناطق مسلمان نشین به اندازه ای گسترده بود که بسیاری از مردم، داستان اسلام آوری قیصر آلمان را باور کرده بودند. پس از دیدار محمود الحسن در حجاز با رهبران عثمانی، رابطهٔ نزدیکی بین اعضای فعال نهضت نامه های ابریشمی در هند، افغانستان و بلوچستان با نمایندگان اعزامی آلمان و عثمانی ایجاد گردید. بسیاری از رهبران قبایل شورشی ضد بریتانیا در مناطق غربی و شمالی هند از جمله رهبران قبایل بلوچ مانند سردار بهرام خان باران زهی، ارتباط نزدیکی با حرکت‌های انقلابی وملی گرای هندی چون «حزب سیاسی قدر» برقرار کرده بودند. وی همان شخصی است جیمز مابرلی از وی به عنوان شاخص ایلی منطقه نام می‌برد که سیاستی مطابق با اهداف آلمانی‌ها. پیش گرفته بود. نهضت نامه‌های ابریشمی که کاملاً تبدیل به یک حرکت سیاسی گردیده بود و با نفوذی که در قسمت‌های وسیعی از هند و افغانستان و شبه قاره و حتی بلوچستان داشت، مشکلات جدی علیه سلطهٔ بریتانیا به وجود آورده بود، به دنبال ایجاد رابطه بین نمایندگان دول عثمانی و آلمان با قبایل بلوچ، رهبران این قبایل حملات شدیدی را به داخل قلمرو هند و منافع بریتانیا آغاز کردند. علمای بلوچستان نیز که اکثراً از شاگردان نزدیک رهبران نهضت آزادی هند از جمله محمود الحسن و عبید الله سندی بودند و ارتباط نزدیکی با مراکز اصلی نهضت در دیو بند، کراچی و حیدرآباد داشتند، به تبلیغات ضد انگلیسی خود در بلوچستان ایران پس از نزدیک شدن به سرداران مقتدر منطقه همچون بهرام خان شدت بخشیدند، در پیامی از شیخ الهند محمودالحسن که به وسیلهٔ «مولانا منصور انصاری» به دست اعضای حکومت موقت هند و جنگجویان «جنود ربانی» رسیده بود، دستورات مهمی برای حمله به هند در قالب طرحی که در پیام شیخ به آن اشاره شده بود، وجود داشت که تمامی این دستورات بر روی دستمال ابریشمی زعفرانی رنگی نوشته شده بود. مشاوران و افسران عالی‌رتبه عثمانی و آلمانی، طرحی تهیه کرده بودند که در آن بر روی جنگجویان مسلمان قبایل بلوچ و افغان، حساب ویژه ای باز کرده بودند. طرح بزرگ آنان این بود که از یک سو حملهٔ گسترده‌ای به وسیلهٔ عشایر بلوچ از بلوچستان ایران کلات و مکران (نواحی جنوب بلوچستان) با همراهی و کمک ارتش ترکیه و به کراچی انجام شود و همزمان با آن از طرف غزنین و قندهار نیز به وسیلهٔ افاغنه ترک‌ها به کویته هجوم صورت گیرد. با حملهٔ قبایل آزاد از طریق درهٔ خیبر به پیشاور، قبایل جنگجوی کوهستانی نیز به داخل قلمرو هند هجوم می‌بردند. آنگاه سایر مسلمانان داخل هند نیز سلاح برگرفته و شورشی سراسری را تا برافراشتن پرچم آزادی در هند ادامه می‌دادند. در دسامبر ۱۹۱۵ میلادی از اتحاد نیروهای ملی‌گرا و رهبران مسلمان دیوبند، حکومت موقت هند تشکیل گردید. در آن یکی از شاهزادگان هندی به عنوان رئیس دولت، مولوی برکت الله به عنوان نخست‌وزیر، عبید الله سندی وزیر کشور و مولوی بشیر به عنوان وزیر جنگ انتخاب شده بودند و قرار بر این بود که از سربازان فراری یا اسیر در جبهه‌های بین‌النهرین، نیرویی به نام» ارتش مستقل هند» نیز تشکیل گردد. با کشف نامه‌های ابریشمی، طرح کودتا بر ضد امیر افغانستان به کمک عوامل آلمانی مانند هنتینگ (Henting)، والتر روهر (Walter Roher) و هواداران آنان برملا گردید. اطلاعات در مورد تجهیزات و امکانات ارسالی برای جنگجویان متحد در نقاط مختلف به دست آمد که بر اساس آن داده‌ها، عملیات مختلف و متعددی بر ضد فعالیت‌های مخالفین به عمل آمد.

## واکنش انگلیسی‌ها در برابر نهضت نامه‌های ابریشمی
با کشف نامه‌های ابریشمی به وسیلهٔ ادارهٔ اطلاعات انگلیسی در پنجاب، بسیاری از طرح‌های اتحاد آلمان‌ها با مسلمانان، با شکست روبرو شد؛ زیرا انگلیسی‌ها در یک اقدام گسترده بسیاری از اعضا و رهبران نهضت نامه های ابریشمی را دستگیر ساختند. بسیاری از رهبران این حرکت که موفق به فرار شدند، در ایران به وسیلهٔ سرپرسی سایکس کنسول انگلیس در کرمان شناسایی و دستگیر شدند. ترس بریتانیا از اتحاد و ایجاد رابطه بین گروه‌های معترض مسلمان با اسلام‌گراهای ایرانی و ترک و هند با کشف نامه‌های ابریشمی از بین رفت. رهبر نهضت نامه‌های ابریشمی که در عربستان به سر می‌برد، با درخواست انگلیسی‌ها به وسیلهٔ «شریف مکه دستگیر و به انگلیسـی ها تحویل داده شد و محمودالحسن (الهندی) به دستور مقامات بریتانیایی به «جزیرهٔ مالتا» تبعید گردید. حکومت بریتانیا به حکومت دست نشانده در افغانستان فشار وارد آورد که فرد شماره ۲ نهضت یعنی مولانا عبیدالله سندی و یارانش را در افغانستان دستگیر نمایند؛ اما او متواری شد و به مناطقی دوردست مانند باغستان و نواحی بلوچستان پناه برد. واکنش‌های بریتانیا پس از کشف نامه‌های ابریشمی بسیار زیاد بود. آنان عملیات عملی و دفاعی را برای حفظ مستعمرات پر ارزش آن کشور در هند انجام دادند؛ چرا که آلمان توانسته بود یک اتحاد نسبی بین گروه‌های اسلام‌گرای هندی، دموکرات‌های آزادیخواه ایرانی و قبایل مختلف به وجود آورد. به اضافه این که عثمانی‌ها نیز با قدرت معنوی که در بین توده‌های مسلمان داشتند، مردم را به مبارزه علیه انگلیسی‌ها برمی‌انگیختند. کمک‌های مالی و تسلیحاتی آلمانی‌ها نیز، احتمال از دست رفتن هند بریتانیا را بسیار زیادی نمود. «باکشف نامه‌های ابریشمی، کاخ واکینگهام به لرزه درآمد و جاسوسان انگلیسی عملیات گستردهٔ نظامی در مرزهای شرقی ایران تدارک دیدند و با اعزام نیروی نظامی به جبههٔ بین‌النهرین سعی فراوان کردند سرنوشت جبهه مذکور را تغییر دهند تا خط ارسال تدارکات و نیروی کمکی به مناطق شرقی ایران و مرزهای هند را قطع نمایند. از سوی دیگر «شیخ حسین بن علی» امیرمکه از پذیرفتن درخواست‌های عثمانی برای تأیید فتاوی جهاد صادره از جانب علمای آن دیار، سر باز زد و فتوای جهاد مذکور را در حالی که مسلمانان از یک سو با کشوری مسیحی چون آلمان متحد می‌شدند، مضحک خواند. فرد شماره دو نهضت نامه‌های ابریشمی، عبید الله سندی و یارانش نیز به وسیلهٔ امیر افغانستان تحویل انگلیسی‌ها شدند و در ایران، افسران ارتش بریتانیا از جمله «ژنرال دایر»، «کلنل دو» و «میجر کیز» عملیات نظامی و سیاسی گسترده‌ای آغاز کردند و توانستند در نهایت با بهرام خان، پیمانی منعقد نمایند. وی با این که با نیروهای آلمانی قبلاً متحد شده بود، به آن‌ها شبیخون زد و مقدار زیادی از اموال آلمانی‌ها را غارت نمود. یکی از نکات جالب در بحث جنگ جهانی اول و نهضت نامه‌های ابریشمی، تأثیری است که این حرکت در بلوچستان ایران و شبه قاره بر جای نهاد. برخی از ایرانیان بلوچ نیز در نهضت شرکت داشتند؛ از جمله آنان می‌توان از حاجی شاه بخش لاشاری نام برد که نامه‌های وزیر دفاع و حاکم عثمانی مکه را با تأیید محمود الحـسن به مرزهای هنـد بلوچستان و افغانستان می‌رساند تا به دست افراد و شخصیت‌های این مناطق برساند. از دلایل اصلی نفوذ این نهضت در بلوچستان ایران، خلاء قدرتی بود که به وجود آمده و نفوذ قدرت مرکزی قاجار در منطقه کم شده بود. ایران به مناطق تحت نفوذ روس و انگلیس تقسیم شده بود. از سوی دیگر تقسیم و جدایی بلوچستان که به وسیلهٔ انگلیسی‌ها صورت پذیرفته بود، یکی دیگر از دلایل نارضایتی مردم از بریتانیا و مبارزه علیه آنان و پیوستن به نهضت نامه‌های ابریشمی بود. از پیامدهای نهضت نامه‌های ابریشمی، تأثیری است که این حرکت در سرزمین‌های دیگر از جمله بلوچستان ایران داشت. مولانا محمد صادق از بلوچ‌ها جزو مؤسسان اصلی نهضت نامه‌های ابریشمی بود که به دلیل فعالیت‌های گستردهٔ خویش بر ضد بریتانیا به وسیلهٔ مأموران اطلاعاتی آنان دستگیر و به مدت سه سال زندانی گردید. محمد صادق با سازمان دهی مذهبی مردم بلوچستان، به جهاد بر ضد انگلستان در زمان جنگ جهانی اول و اعزام نیروهایی به عراق علیه متفقین اقدام نمود که در نتیجهٔ آن تلفات شدیدی به انگلیسی‌ها در بلوچستان و کلات و جبههٔ بین‌النهرین وارد شد.